# Navette ferroviaire de Périgueux
La navette ferroviaire de Périgueux, ou ligne F32 du TER Nouvelle-Aquitaine, est un service de transport ferroviaire mis en service par la communauté d'agglomération Le Grand Périgueux, situé sur une portion de la ligne de Coutras à Tulle. Elle relie depuis le 2 juillet 2022 les gares de Mussidan et de Niversac. La navette ferroviaire de Périgueux constitue un complément à l'offre TER déjà en place sur la ligne.

## Histoire

### Chronologie
- Années 1990 : Lancement de l'idée d'une navette ferroviaire desservant Périgueux et son agglomération.
- Début des années 2000 : abandon du projet, jugé trop onéreux et fermeture de la halte de Chamiers.
- 2010 : Le projet est relancé, pour une mise en service prévue en 2015.
- 2012 : Fermeture « provisoire » de la gare de Marsac-sur-l'Isle ; elle devrait être rouverte avec la navette.
- 2015 : Après cinq ans d'inaction, le projet est de nouveau relancé avec une mise en service prévue désormais pour 2020.
- 2 juillet 2017 : fermeture définitive des gares de Douzillac, La Cave et Périgueux - Saint-Georges, qui ne seront donc pas desservies par la navette.
- 2018 : le Contrat d’axe de la Vallée de l’Isle engage la SNCF et la Région Nouvelle-Aquitaine à redynamiser l'offre ferroviaire.
- 2019 : la mise en service de la navette est de nouveau repoussée, l'horizon 2021 est annoncé.
- 13 décembre 2020 : mise en service de la nouvelle halte de Boulazac.
- été 2021 : lancement des travaux en gare de Niversac visant à créer une voie de retournement pour la navette.
- 2 juillet 2022 : mise en service de la navette sur la ligne F32 du TER Nouvelle-Aquitaine.
- 12 décembre 2022 : la halte de Marsac est mise en service, et rouvre donc dix ans après sa fermeture.

### Premier projet
Dans les années 1990, des cheminots affiliés à la CGT mettent sur la table un projet de desserte de l'agglomération périgourdine à l'aide d'une navette ferroviaire. L'idée intéresse le District de l'agglomération périgourdine, puis la communauté d'agglomération périgourdine qui lance des études au début des années 2000. Cependant, le coût de l'opération étant jugé trop élevé par les collectivités — plus de 130 millions d'euros avec un déficit annuel estimé à un peu plus de 13 millions d'euros — a raison du projet qui est enterré, du moins, provisoirement.
Ce premier projet prévoyait une navette exploitée en deux branches : l'une vers Mussidan, l'autre vers Thiviers. Elle prévoyait la desserte de l'ensemble des haltes alors en service et la création de deux haltes à Vésone (ligne de Mussidan) et à la Beauronne (ligne de Thiviers),. 
La Niversac / Mussidan devait alors desservir 13 arrêts : Mussidan, Douzillac, Neuvic, Saint-Léon-sur-l'Isle, Saint-Astier, Razac-sur-l'Isle, La Cave, Marsac, Chamiers, Périgueux, Vésone, Périgueux-Saint-George et Niversac (il n'était alors pas prévu de halte à Boulazac). 

### Second projet
Face aux prévisions envisageant une saturation du trafic routier à l'horizon 2025, Jacques Auzou, président du Grand Périgueux relance le projet de navette ferroviaire entre Mussidan et Niversac, en proposant une alternative crédible à la voiture par des transports collectifs et respectueux de l'environnement. Les discussions sont donc relancées avec la région pour déboucher sur le Contrat d’axe de la Vallée de l’Isle en 2018. Ce projet inclut également une offre de services conjoints à travers des pôles d'échanges multimodaux permettant une utilisation connexe de la voiture, du vélo, des bus de l'agglomération et de la navette. Ainsi sont pris en compte dans le projet : la création de parkings, garages à vélos, desserte par autobus… pour chaque arrêt du parcours. Le réseau de bus évolue fin 2020 pour permettre notamment la desserte de la toute nouvelle halte de Boulazac. Les études pointent la possibilité d'une fréquentation avoisinant les 6 000 passagers par jour. Ce chiffre n'est toutefois pas un objectif clairement annoncé par la communauté d'agglomération dans l'immédiat.

### Mise en service

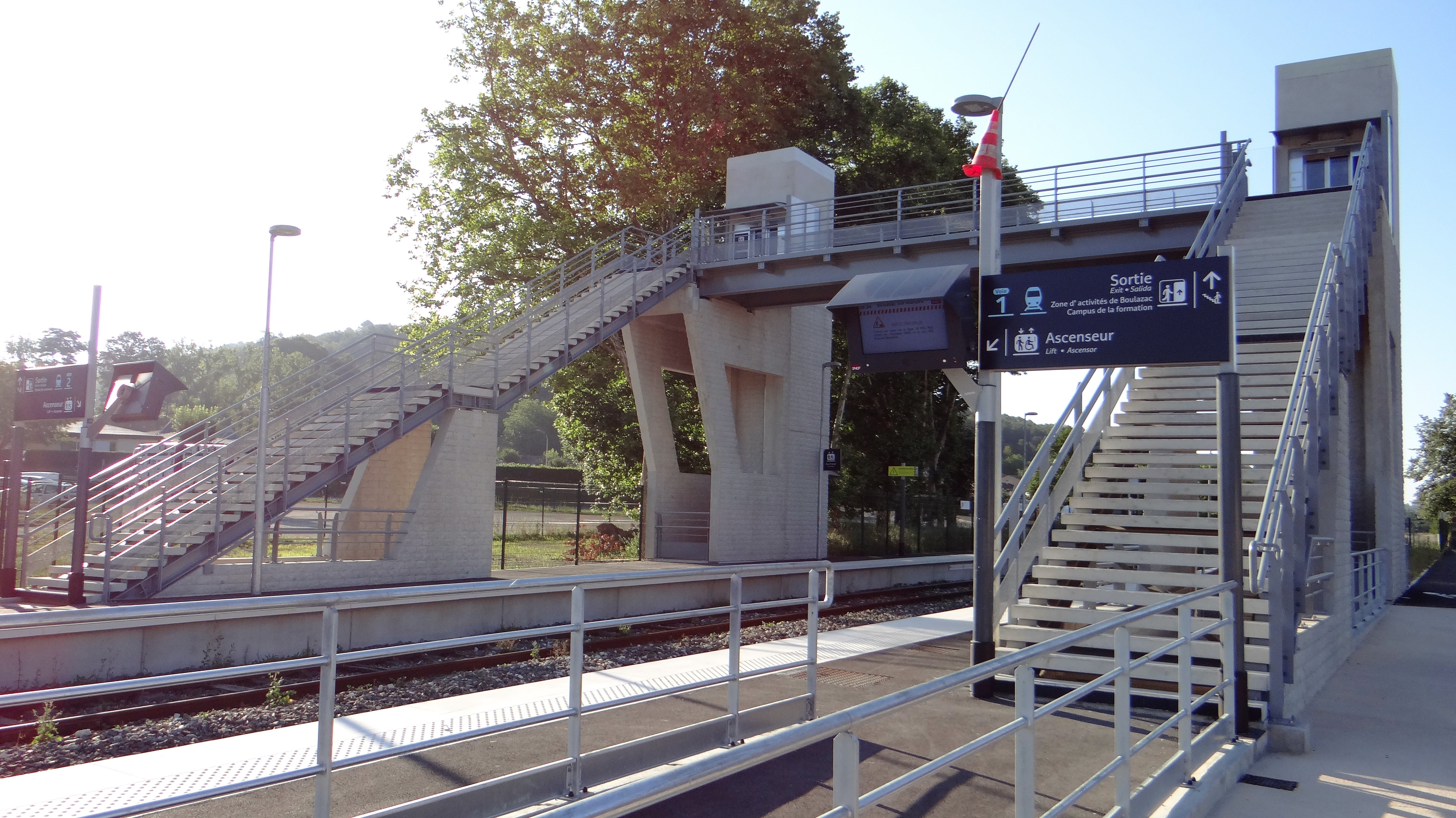
Halte de Boulazac

La halte de Boulazac est mise en service le 13 décembre 2020 et marque ainsi les prémices de la navette. La mise en service est prévue pour le 2 juillet 2022. À la date prévue, la navette, et ligne F32, est mise en service.
La halte de Marsac est mise en service sur la ligne F32 le 12 décembre 2022, à l'occasion du service horaire 2023.

## Tracé et stations

### Tracé
La navette circule sur une portion de la ligne de Coutras à Tulle, entre les PK 39.719 et 86.391, correspondant respectivement aux gares de Mussidan et de Niversac.

### Stations
La navette dessert neuf arrêts (sept arrêts intermédiaires et les deux terminus).
| Station               | Commune               |
| --------------------- | --------------------- |
| Mussidan              | Mussidan              |
| Neuvic                | Neuvic                |
| Saint-Léon-sur-l'Isle | Saint-Léon-sur-l'Isle |
| Saint-Astier          | Saint-Astier          |
| Razac                 | Razac-sur-l'Isle      |
| Marsac                | Marsac-sur-l'Isle     |
| Périgueux             | Périgueux             |
| Boulazac              | Boulazac Isle Manoire |
| Niversac              | Boulazac Isle Manoire |

En gras, les principaux arrêts desservis toutes les 30 minutes en heure de pointe.

Gares du parcours
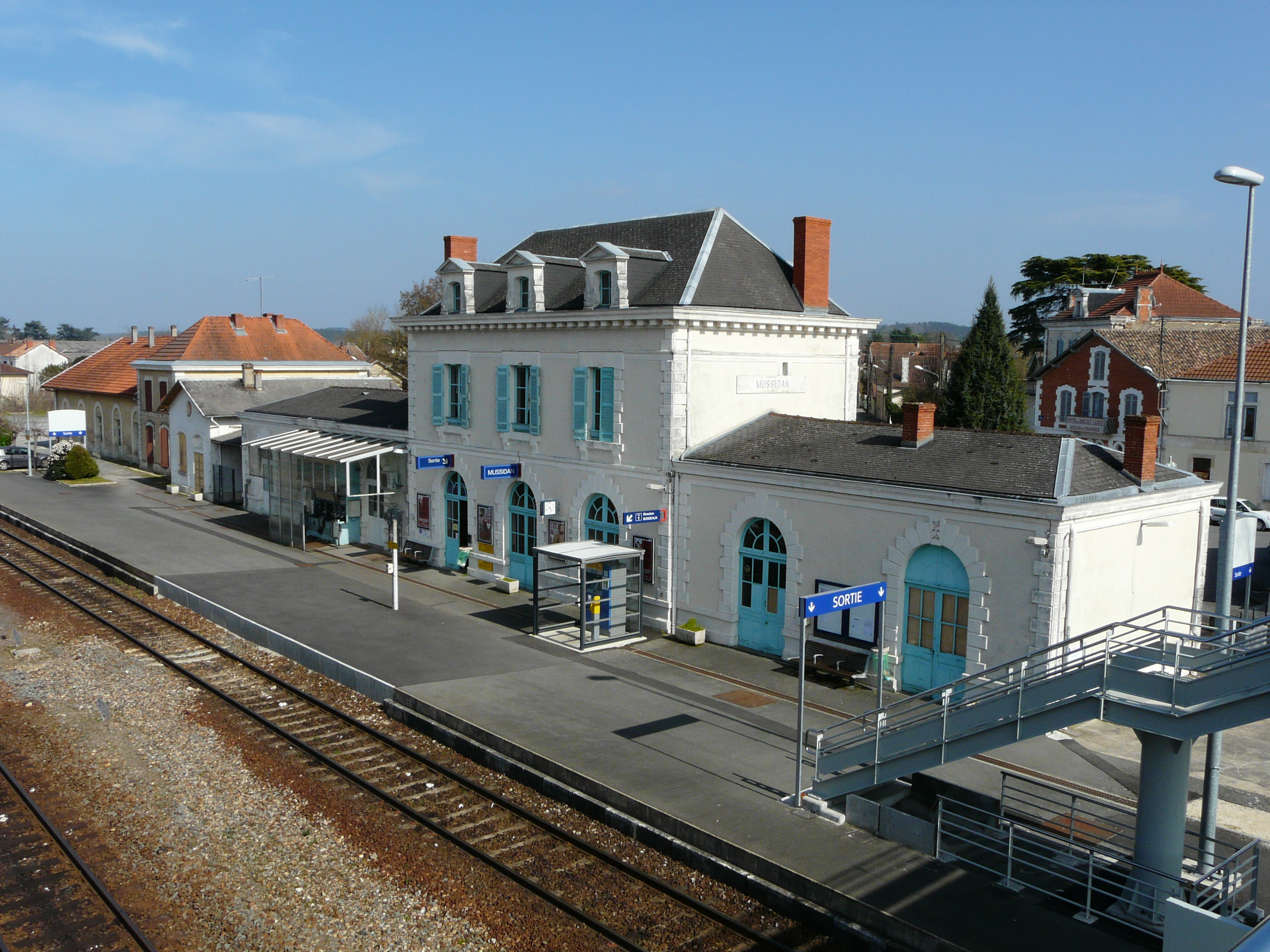
Gare de Mussidan
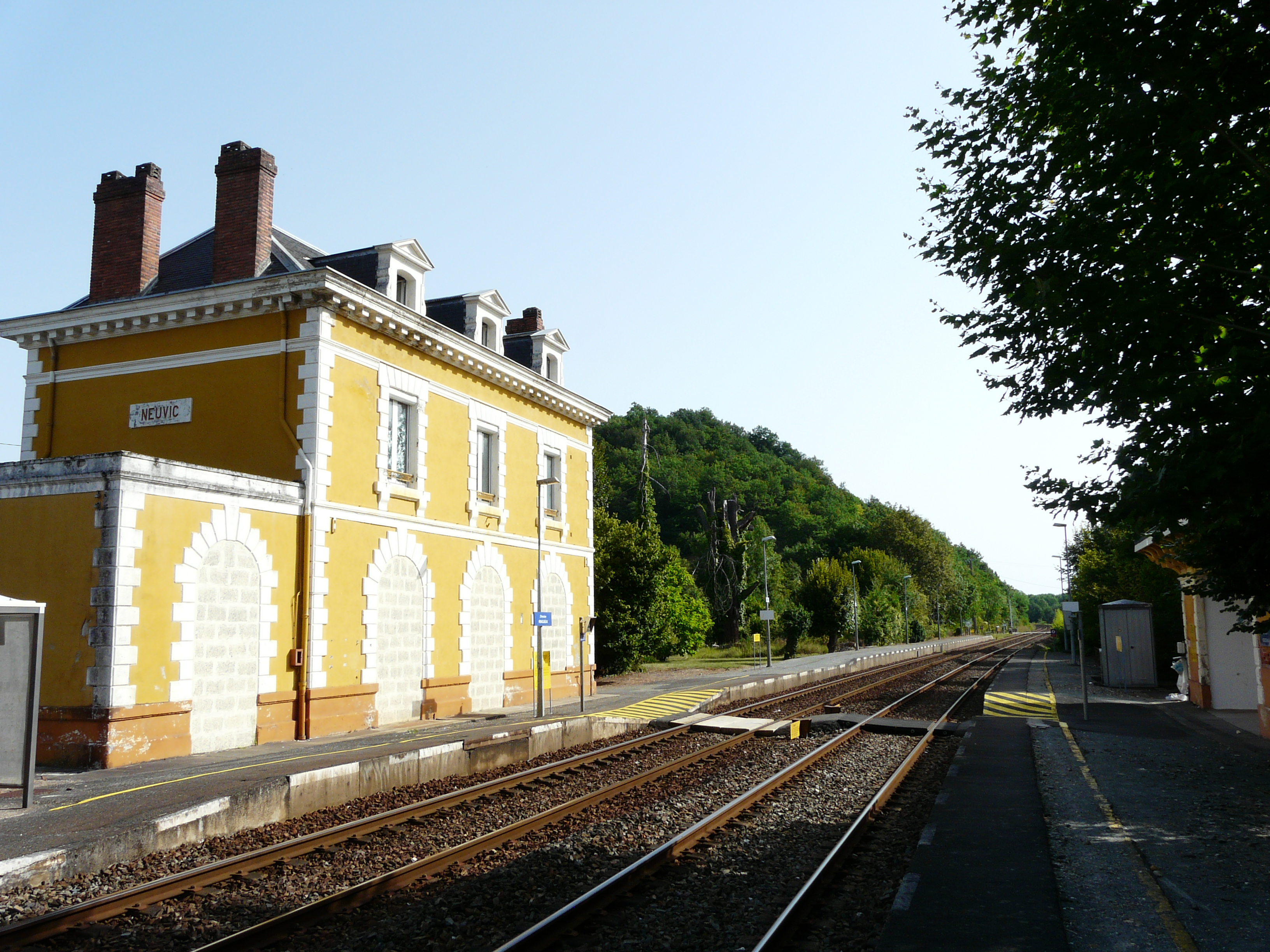
Gare de Neuvic
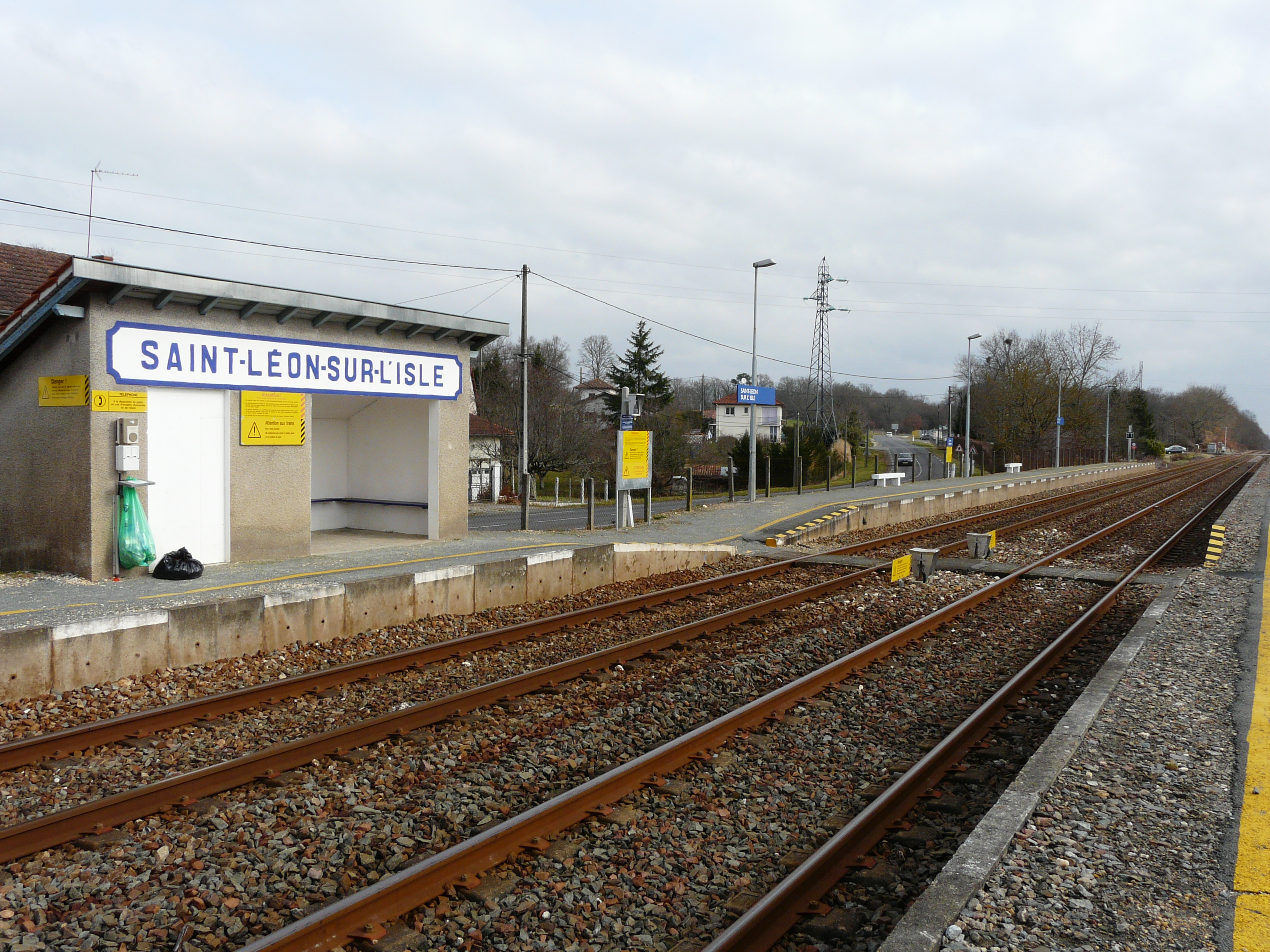
Gare de Saint-Léon-sur-l'Isle
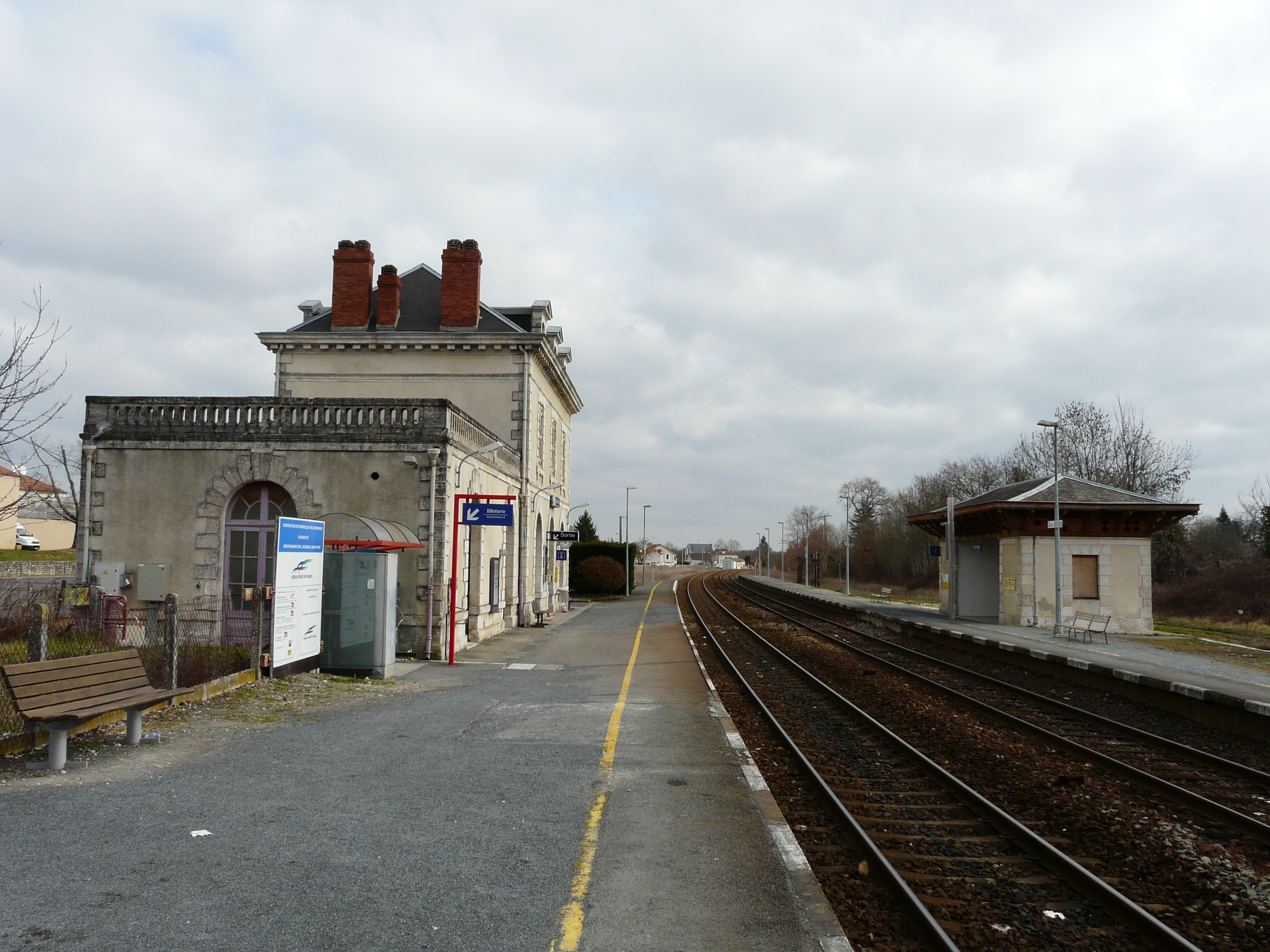
Gare de Saint-Astier
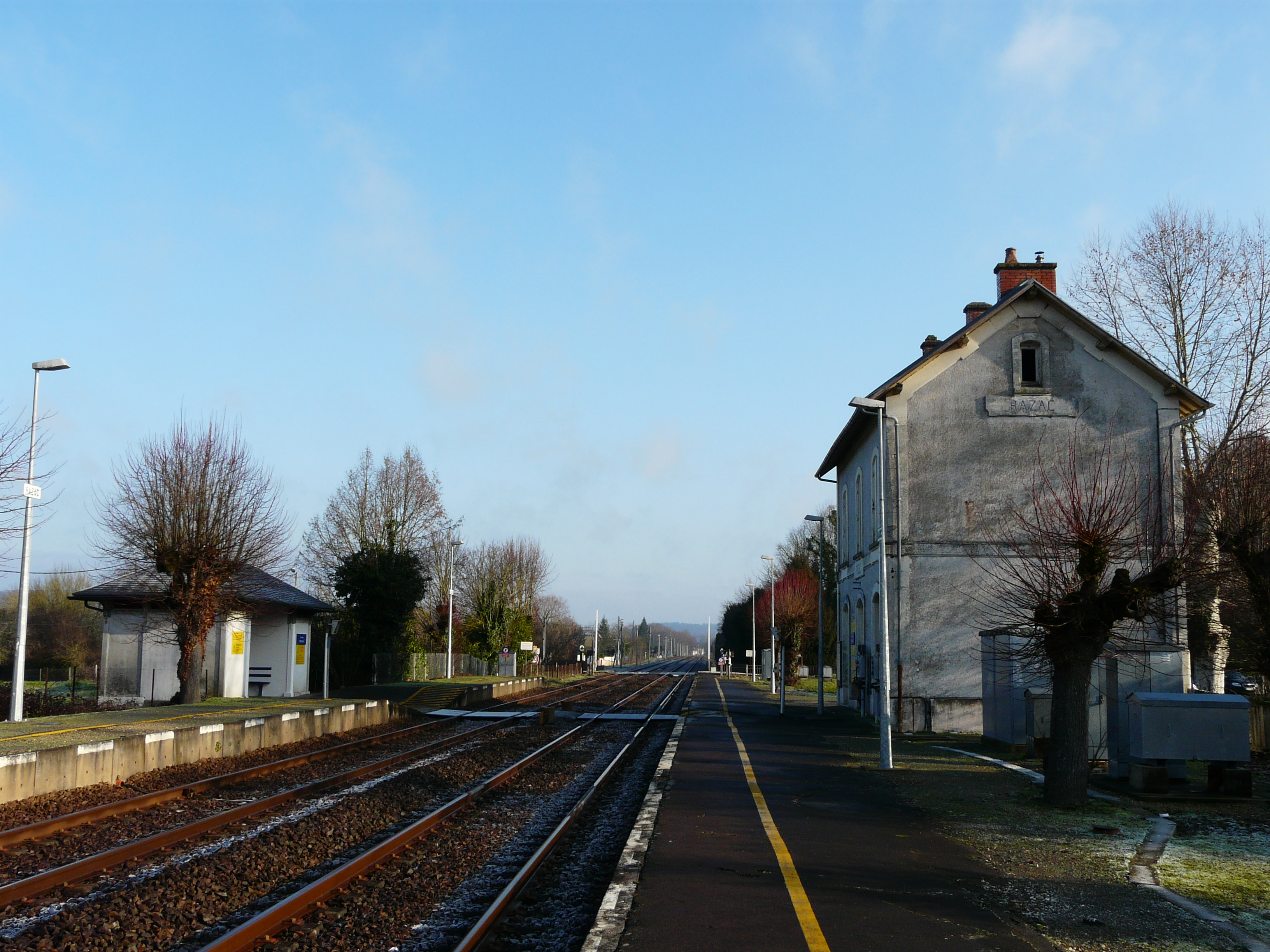
Gare de Razac
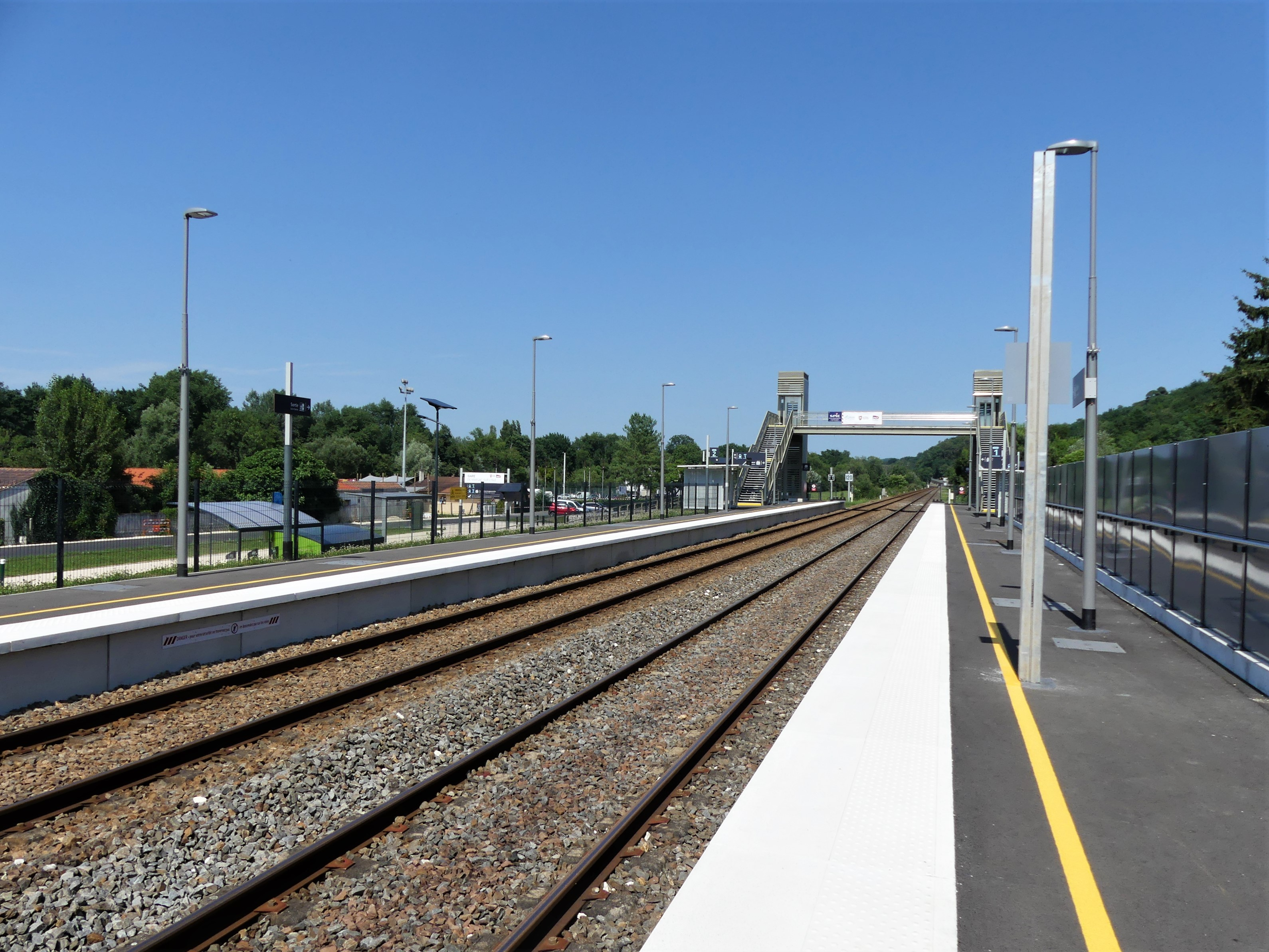
Gare de Marsac (Dordogne)
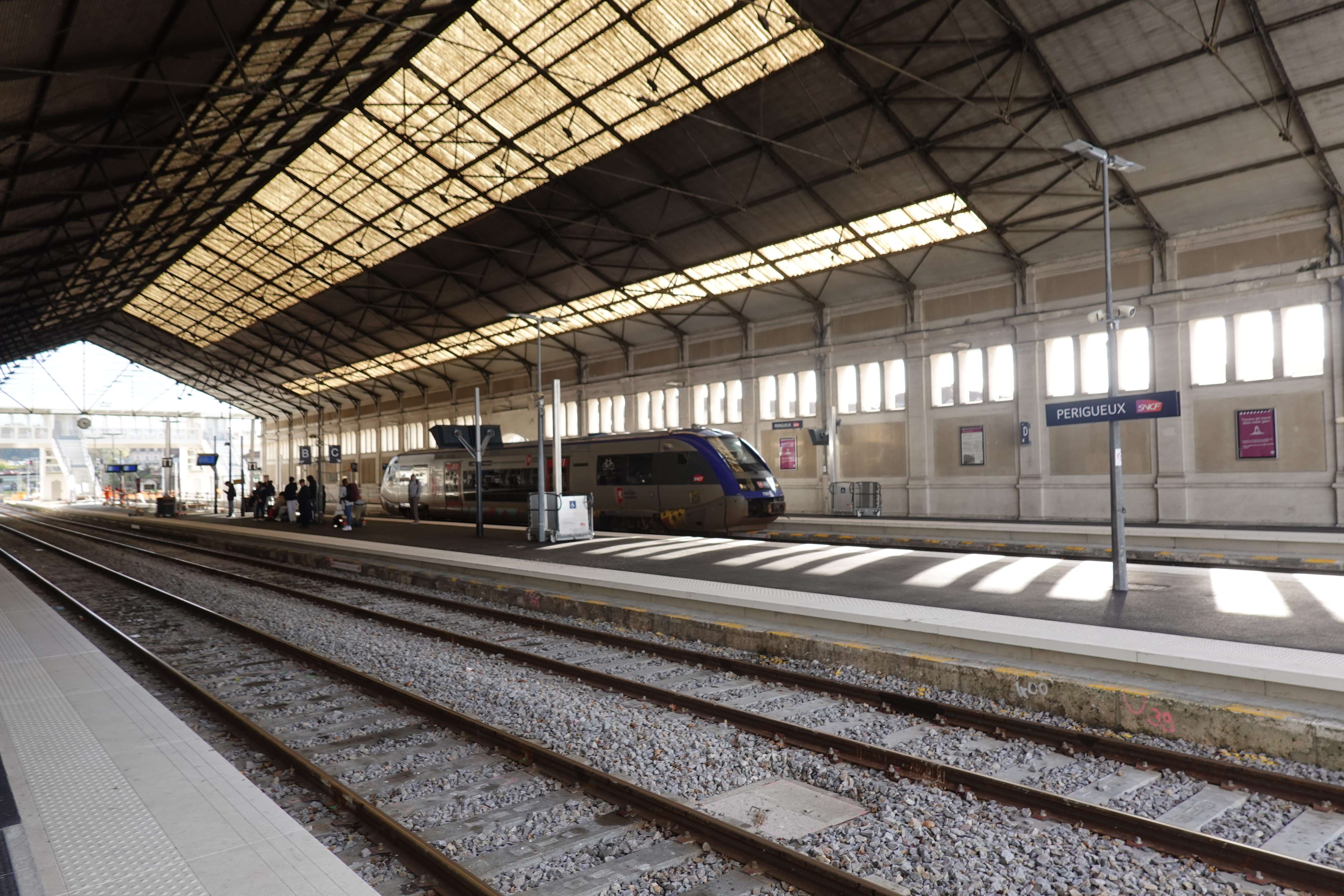
Gare de Périgueux
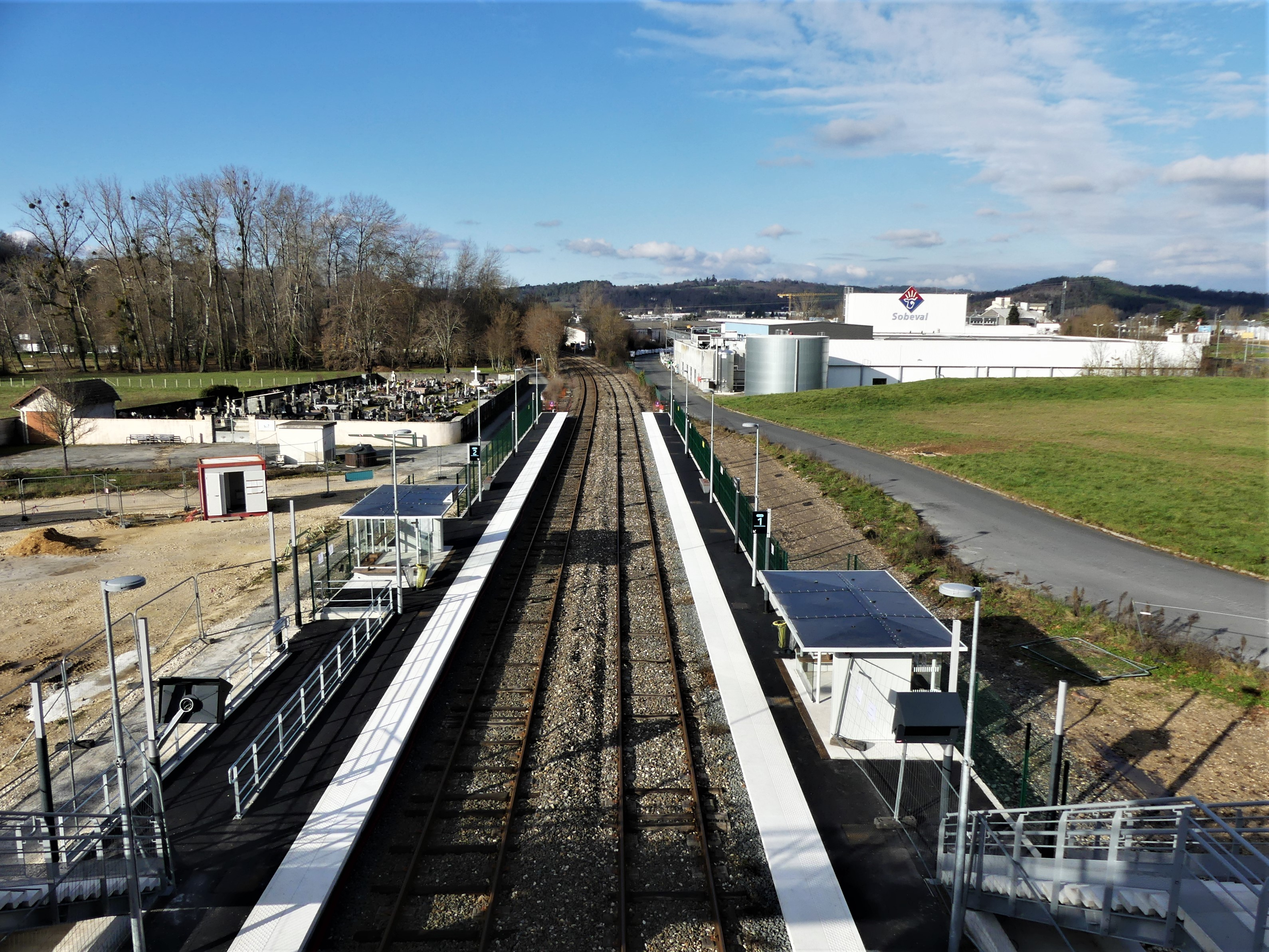
Gare de Boulazac
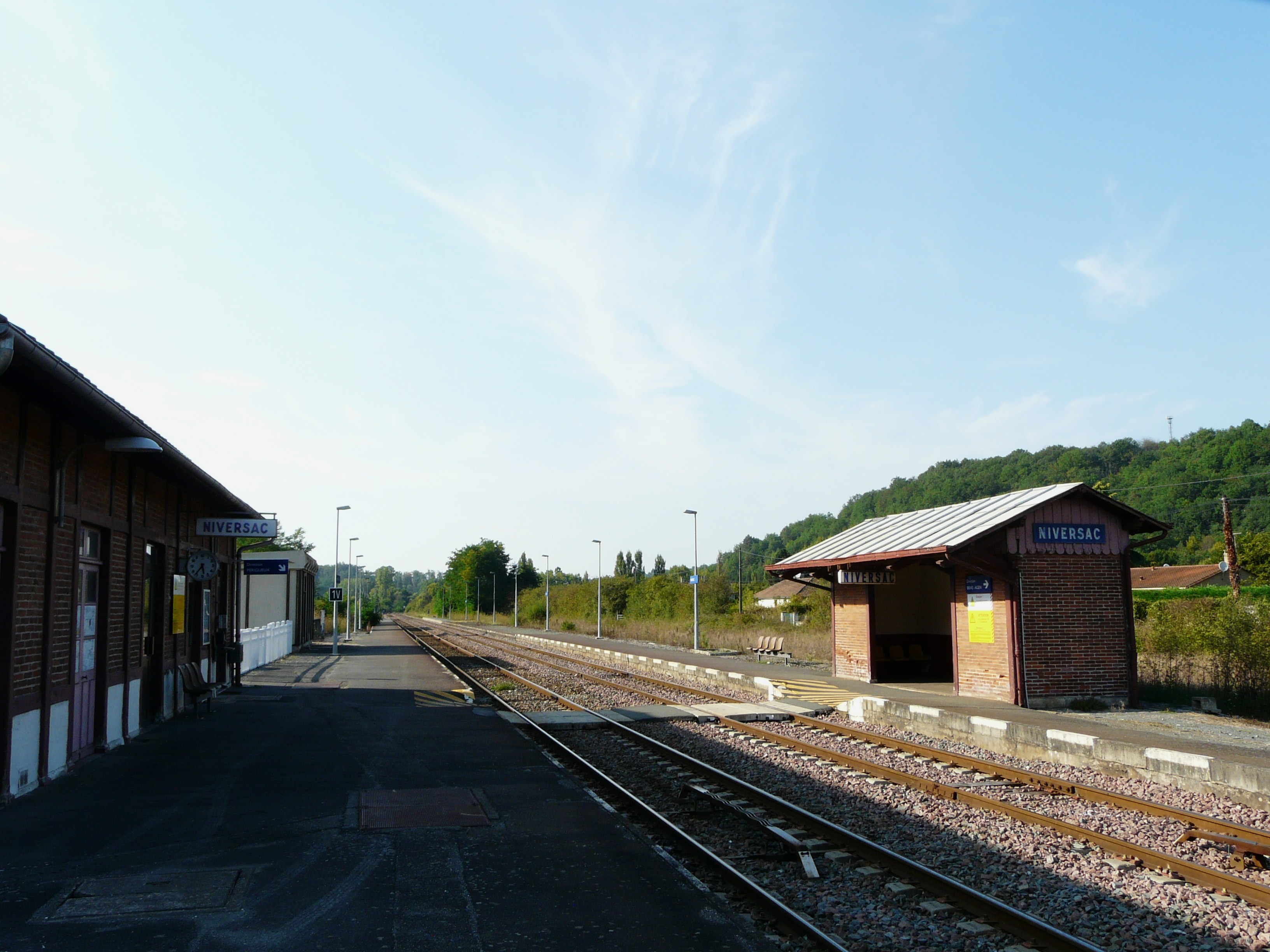
Gare de Niversac

## Exploitation

### Desserte
La navette est un complément à l'offre TER préexistante sur la ligne de manière à assurer en semaine : 
- 1 train toutes les 30 minutes par sens : en heure de pointe sur les principaux arrêts (Mussidan, Saint-Astier, Périgueux, Boulazac et Niversac)
- 1 train par heure et par sens : en heure de pointe sur les arrêts secondaires (Neuvic, Saint-Léon-sur-l'Isle, Razac et Marsac) et en heure creuse pour tous les arrêts[11]

La navette dessert systématiquement toutes les gares du parcours, le complément de l'offre en heure de pointe sur les principaux arrêts est assuré par les TER de la ligne Bordeaux/Brive-la-Gaillarde.
Un aller-retour est prolongé jusqu'à Coutras (le matin : sens Coutras/Niversac, le soir : sens Niversac/Coutras).
Les week-ends, la trame horaire est largement réduite.
La trame horaire finale a été dévoilée quelques semaines avant le début d'exploitation intervenu le 2 juillet 2022,.

### Trafic escompté
Les études montrent qu'un doublement de la fréquentation actuelle est envisageable après la mise en service de la navette. Ainsi, 6 000 voyageurs par jour sont prévus à terme.
Après un an d'exploitation, le trafic est de 600 passagers par jour, uniquement sur les trains de la navette (hors liaisons TER). Ce trafic est jugé très encourageant par la Région. 

### Tarification

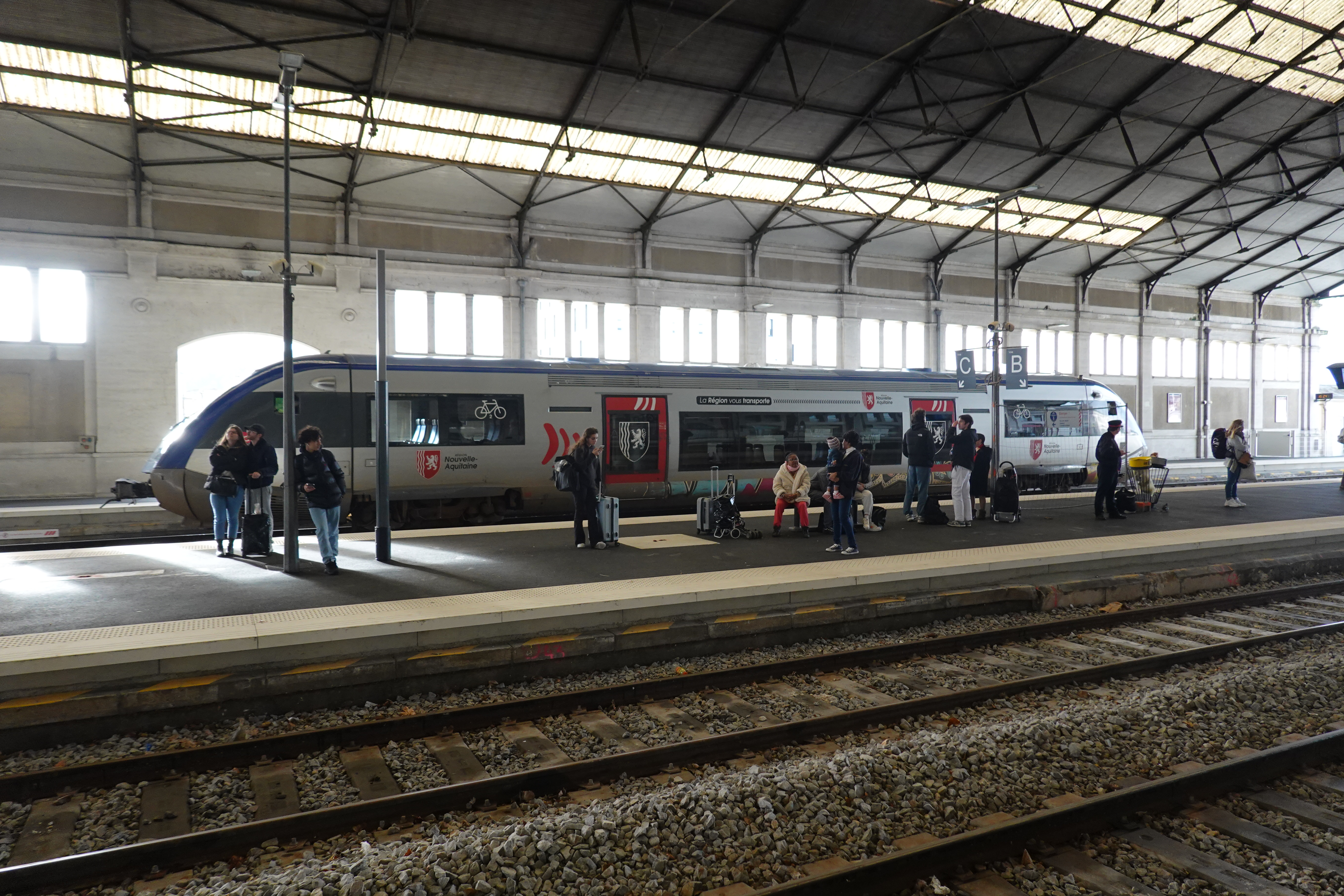
Navette en Gare de Périgueux

La navette est accessible avec des billets TER classiques. Mais l'agglomération a également créé une carte : « Modalis », permettant de voyager sur le réseau de bus urbain ainsi que sur la navette.
Les abonnements mensuels permettent de réaliser des trajets à moins de deux euros.

### Gestion
La navette est cogérée par la SNCF et la communauté d'agglomération du Grand Périgueux. Les décisions la concernant s'effectuant en commun.

## Projets

### Réouverture de la halte de Périgueux - Saint-Georges

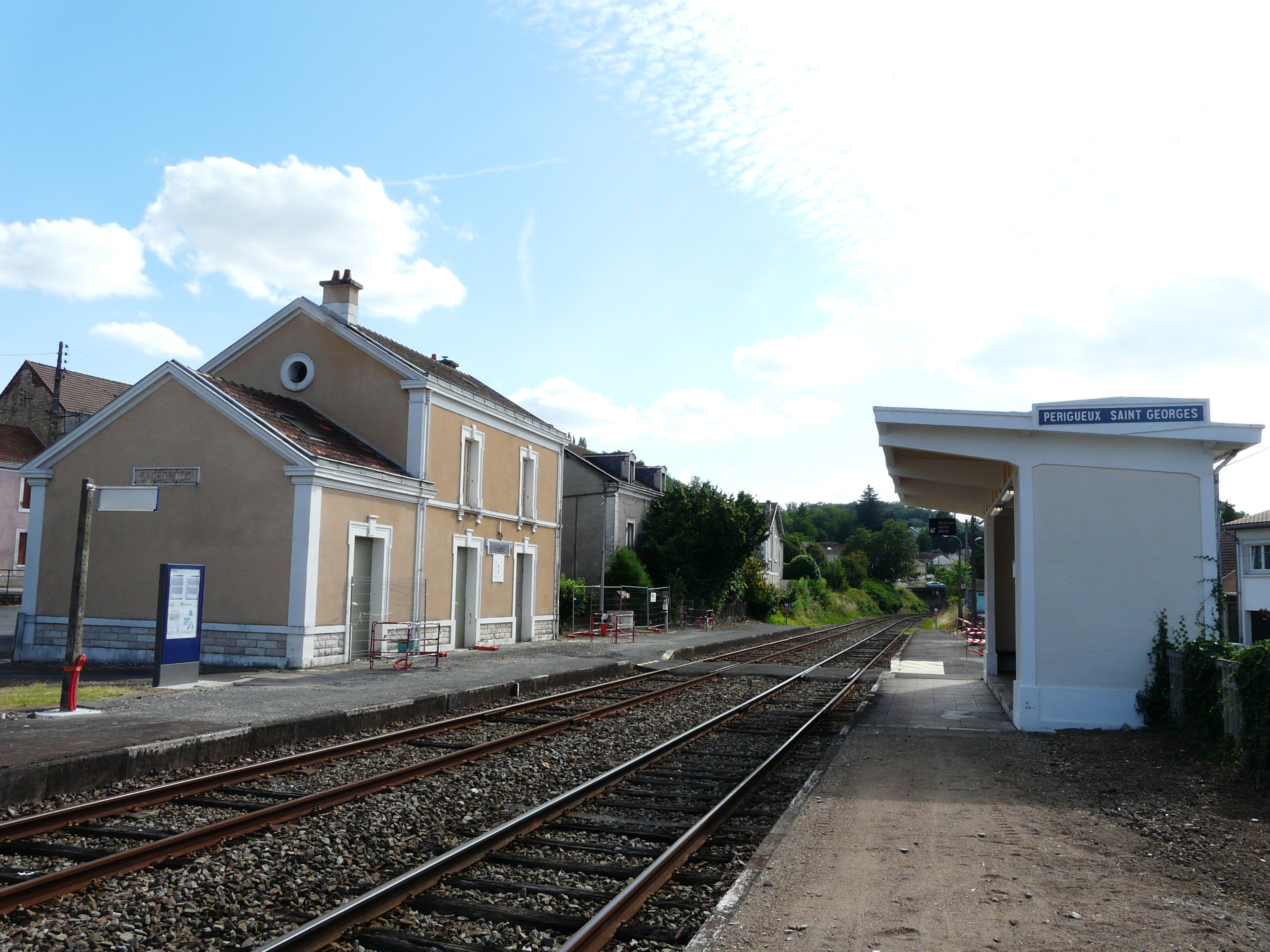
Ancienne gare de Périgueux-Saint-Georges

Face à la faible fréquentation de la halte (entre 5 et 12 voyageurs par jour selon les sources), la SNCF et la Région Nouvelle-Aquitaine avaient pris la décision de fermer la halte. Initialement prévue pour 2020, la fermeture est finalement intervenue en juillet 2017. Cette fermeture a suscité des oppositions d'élus locaux. La réouverture de la halte n'est pas programmée mais néanmoins, ce dossier est suivi de près par Le Grand Périgueux. Si la fréquentation de la navette le justifie, des études pour la réouverture de cette halte pourront être entreprises.
D'autres haltes pourraient également être créées ou rouvertes en fonction de la fréquentation de la navette. Sont pressenties sur la ligne existante la réouverture des haltes de Chamiers, de La Cave et de Douzillac ainsi que la création d'arrêts à Bertran-de-Born (halte de Vésone). Ces arrêts correspondent à la desserte initialement prévue par le premier projet de 1990. 

### Prolongement de la navette à Thenon
Dans leur vision de RER Périgord-Limousin, le collectif BSP-Tram-Train Limousin, porté par des citoyens et collectivités locales (dont le Grand Périgueux), pense à prolonger la navette jusqu'à Thenon avec desserte de Saint-Pierre-de-Chignac, Milhac-d'Auberoche et Limeyrat. Cela marquerait donc la réouverture de ces deux dernières haltes, fermées depuis 2020.

### Seconde ligne Nord/Sud
Le collectif BSP-Tram-Train Limousin réfléchit également à une seconde ligne au réseau de Périgueux. Cette ligne, axée Nord/Sud relierait Château-l'Evêque ou Thiviers (afin de permettre une correspondance avec un éventuel RER Limoges) au Buisson. Comme la navette, cette seconde ligne emprunterait donc les infrastructures existantes. 
Là encore, il est envisagé la création/réouverture d'un certain nombre de haltes : réouverture des gares de La Gélie et de Mauzens-Miremont et création d'une halte à Chancelade (reprenant l'ancien projet d'une halte à Beauronne). 

### Autres projets

#### Navette ou RER?
Le terme de « RER » est parfois utilisé pour désigner la navette ferroviaire. Néanmoins, ce terme implique d'inclure cette ligne dans le plan de transport de l'agglomération et donc de posséder une numérotation, une couleur distincte permettant d'identifier facilement la ligne[réf. nécessaire]. Bien que l'idée d'avoir une charte graphique spécifique à la ligne intéresse Le Grand Périgueux, cela n'est pour le moment pas réalisable rapidement en raison de la non-exclusivité du matériel roulant pour cette ligne.

#### Gratuité
L'agglomération réfléchit à mettre en place une gratuité partielle ou totale de ses transports en commun. Cependant, il ne s'agit que d'une simple réflexion et cette question n'est pour l'heure pas tranchée.